# Estação Vereador José Diniz
A Estação Vereador José Diniz será uma estação de monotrilho da Linha 17–Ouro do Metrô de São Paulo, que atualmente encontra-se em construção, e deverá ligar a estação Morumbi da Linha 9–Esmeralda até o Aeroporto na Estação Aeroporto de Congonhas, no distrito do Campo Belo.
A Estação Vereador José Diniz ficará localizada em uma confluência entre a Avenida Jornalista Roberto Marinho com a Avenida Vereador José Diniz, no bairro do Campo Belo, distrito homônimo, na Zona Centro-Sul de São Paulo.
Inicialmente no planos de expansão do metrô de São Paulo, a Linha 17–Ouro deveria ficar pronta até 2014, interligando-se a Estação São Paulo–Morumbi da Linha 4–Amarela, na época em que o Estádio Cícero Pompeu de Toledo era cogitado como umas das sedes para os jogos da Copa do Mundo de 2014.
Posteriormente, a promessa de entrega da linha foi postergada para 2016, 2017, 2019, final de 2020 e, meados de 2021, final de 2022 e, agora somente para 2026.

## Toponímia
A estação recebeu o nome da avenida homônima que cruza a estação, a Vereador José Diniz. José de Oliveira Almeida Diniz nasceu em Campinas em 7 de abril de 1909 e exerceu por várias vezes o cargo de vereador na Câmara Municipal de São Paulo, sempre representando a região de Santo Amaro pelo Partido Trabalhista Brasileiro. Eleito para mais um mandato, faleceu fulminado por um ataque cardíaco em 5 de janeiro de 1973. A Avenida Conselheiro Rodrigues Alves foi renomeada para Vereador José Diniz pelo Decreto Municipal nº 11.689 de 13 de janeiro de 1975.

## Características
| Sigla | Estação             | Inauguração | Capacidade     | Integração                                       | Plataformas | Posição | Notas         |
| ----- | ------------------- | ----------- | -------------- | ------------------------------------------------ | ----------- | ------- | ------------- |
| VJD   | Vereador José Diniz | 2026        | Não confirmada | Bilhete Único da [São Paulo Transporte[SPTrans]] | Central     | Elevada | Em construção |